# Лонгироло (Варезе)
Лонгироло је насеље у Италији у округу Варезе, региону Ломбардија.
Према процени из 2011. у насељу је живело 235 становника. Насеље се налази на надморској висини од 431 м.